# Tadotsu
Tadotsu (多度津町?) è una cittadina giapponese della prefettura di Kagawa.
Qui c'è la sede centrale dello Shorinji Kempo. Sempre qua nacque il fisiatra Tokujiro Namikoshi.